# 東帝汶LGBT權益
女同性戀、男同性戀、雙性戀與跨性別者的權益在東帝汶不受法律保障，目前沒有任何法律保障LGBT權益。雖然同性性行為在東帝汶合法，但沒有任何法律承認不同性傾向有相同的法律權益。

## 同性伴侶關係
目前沒有東帝汶任何法律承認同性結合，包括民事結合與同性婚姻在內。

## 歧視與仇恨罪保護
東帝汶對LGBT人士沒有任何反歧視或仇恨罪保護。2002年制定憲法時雖曾有保護性傾向的條文，但遭到88名國會議員中的52位否決。